# Ichijō Tadamasa
Ichijō Tadamasa est un nom japonais traditionnel ; le nom de famille (ou le nom d'école), Ichijō, précède donc le prénom (ou le nom d'artiste).
Ichijō Tadamasa (一条 内政, 1560 – 2 juillet 1580), membre du clan Ichijō, vit durant l'époque Sengoku de l'histoire du Japon. Il est fils d'Ichijō Kanesada. À la suite de la destruction du clan Ichijō, il épouse la fille de Chōsokabe Motochika, fameux chef du clan Chōsokabe. Cependant, après s'être opposé à la volonté de son beau-père, il est assassiné.

## Source de la traduction
- (en) Cet article est partiellement ou en totalité issu de l’article de Wikipédia en anglais intitulé « Ichijō Tadamasa » (voir la liste des auteurs).